# Onze-Lieve-Vrouw-Hemelvaartkerk (Overmere)

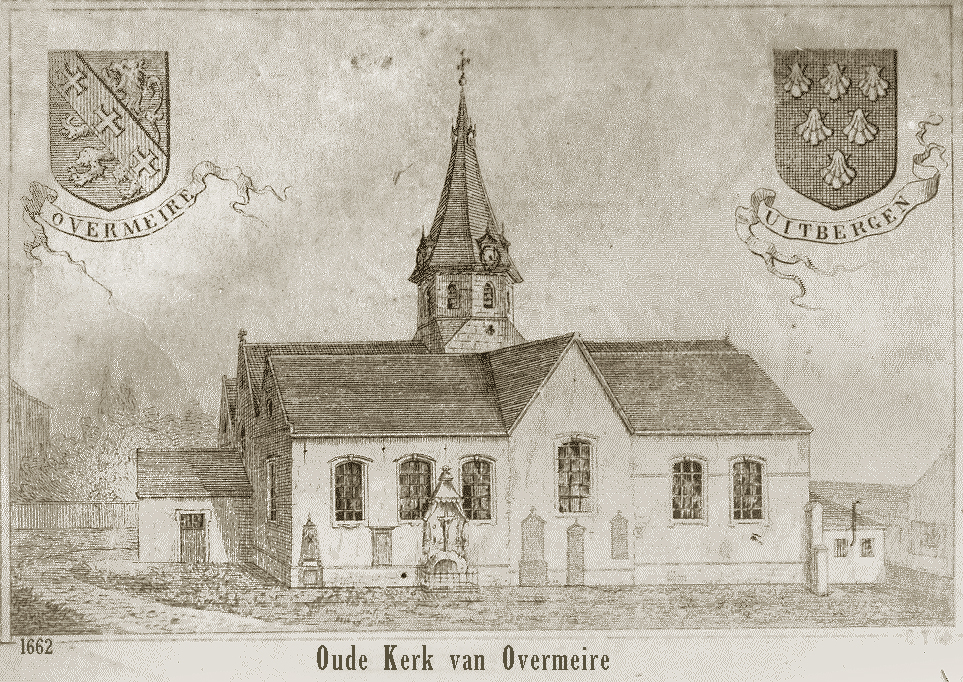
Oude (afgebrande) kerk

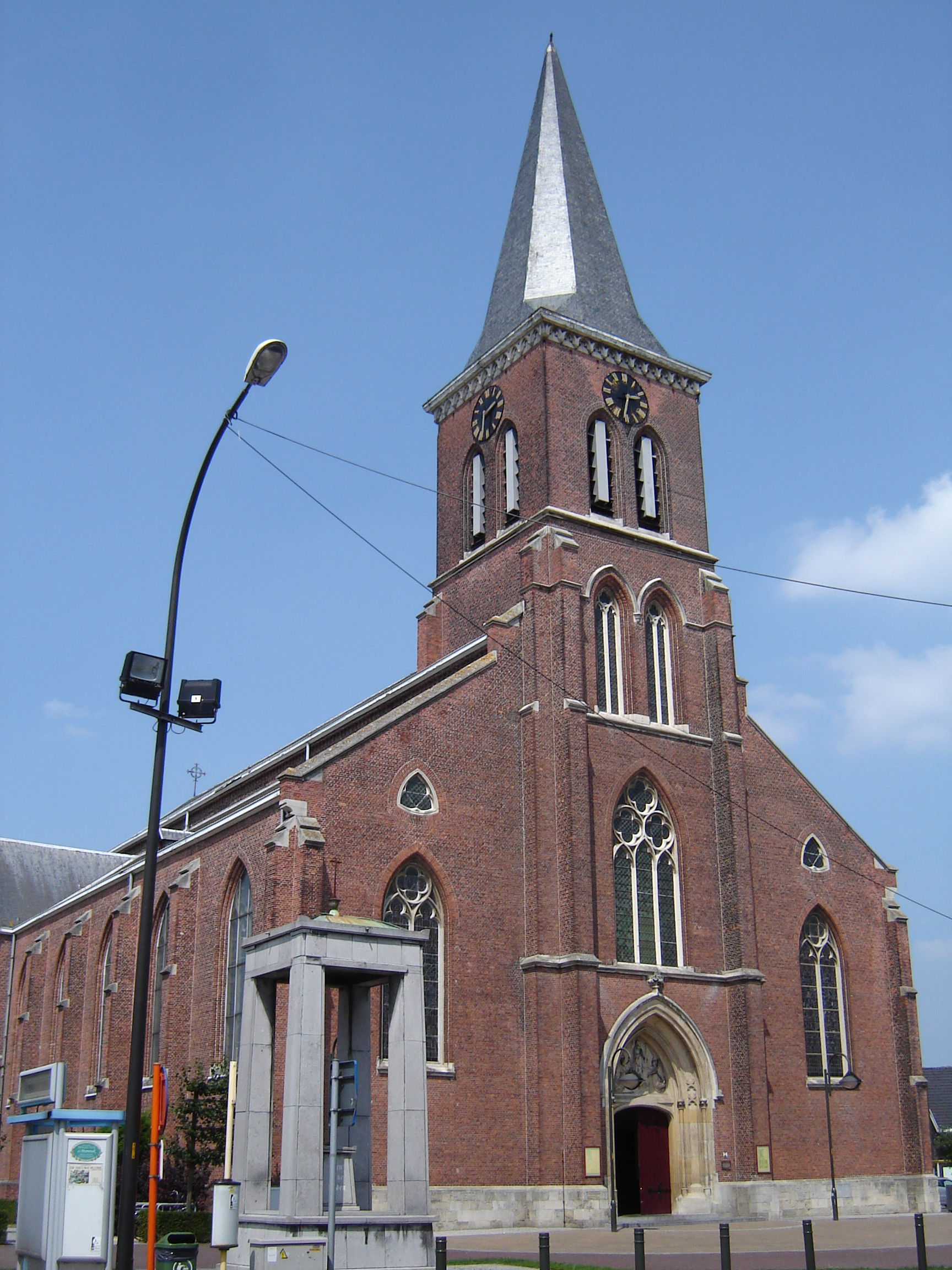
Onze-Lieve-Vrouw-Hemelvaartkerk

De kerk Onze-Lieve-Vrouw-ten-Hemel Opgenomen is de parochiekerk van de tot de Oost-Vlaamse gemeente Berlare behorende plaats Overmere, gelegen aan de Baron Tibbautstraat.

## Geschiedenis Oude Kerk
De oude kerk van Overmere werd waarschijnlijk in de 14e eeuw gebouwd, vermoedelijk voor 1360. Maestertius en Sanderus vermelden dat er eerst een kapel was. Overmere moet toen een onaanzienlijk en weinig bewoond gehucht van Uitbergen geweest zijn.
We opteren voor 1360 als bouwjaar omdat er op 1 januari van dat jaar een oorkonde van de bisschop van Doornik, Philippe d'Arbois, is uitgegeven aan Jan van Overmere. Deze oorkonde betreft de oprichting van een kapel in het gasthuis van Overmere. Dit gasthuis lag ten oosten van de huidige pastorij (huis Dr. Van den Eeckhout).
Overmere en Uitbergen bleven onder eenzelfde bestuur tot ze rond 1800 twee afzonderlijke gemeenten werden in het kanton Zele. Dit gebeurde op basis van de Franse grondwet van het jaar VIII.
Een ander document uit het begin van de 14de eeuw spreekt over Jan van Muscoet, wonende te Overmere in den Keyser, tegenover de nieuwe kerk.
In het gasthuis van Overmere, bedoeld voor de opvang van bedevaarders, dat in 1452 door de troepen van Filips de Goede was verwoest, werd het heropgericht door de broer van deze Jan, Filips van Coudenhove. Filips van Coudenhove overleed in 1558 en werd begraven in de kapel van het gasthuis.

### Bouwstijl oude kerk
Overmere, dat toen onder het bisdom Doornik viel, bouwde vermoedelijk in de eerste helft van de 14e eeuw een kerk toegewijd aan Onze-Lieve-Vrouw ten Hemel Opgenomen.
Zoals de meeste kerken in de omgeving, zoals Uitbergen, Kalken, Laarne en Wetteren, werd deze kerk gebouwd met het hoofdaltaar naar het oosten. Dit had een bijzondere reden: uit het oosten zou de Heiland, de Messias, komen, zoals Jeruzalem, de stad van God. Ook de Wijzen uit het Oosten kwamen naar Jeruzalem om de pasgeboren Messias te zoeken, zoals beschreven in Mattheüs 2:1-2.
De kerk bestond uit drie beuken, die elk een afzonderlijk dak hadden. In het midden stond een achthoekige toren in gotische stijl.
De kerk werd op verschillende tijdstippen verbouwd en uitgebreid, onder meer in 1542, zoals blijkt uit het jaartal dat ingekapt is in de drummer van de zuidmuur.
De spitsbogen werden later toegemetseld en vervangen door ronde of platte bogen. Het voorportaal dateert van 1780.

### Kerkhof met kerk en zondagschool
(zie foto Oude (afgebrande) kerk)
Een deel van de kerk was met steengewelf, zoals op het plan aangetekend is. De toren verhief zich te midden op de kerk. De zijgangen van de kerk hadden elk hun afzonderlijk dak, zodat de kerk samengesteld was uit drie gebouwen naast elkander, zo is nu nog de kerk van Laarne.

### Brand van de oude kerk op 2 november 1862
Wij citeren uit het verslag van Bernardus Heirman, toenmalige onderpastoor te Overmere en zoals het werd neergeschreven in het boek ‘Liber Memorialis ‘ in 1871.
Onderpastoor Joannes Bernardus Heirman (geboren op 24.10.1828 in Zele en overleden in Wetteren op 25.08.1897) was achtereenvolgens onderpastoor te Overmere, pastoor te Laarne en pastoor-deken te Wetteren. Hij heeft baanbrekend werk verricht aangaande de geschiedenis van de gemeenten Overmere en Laarne. De pastoor die de verschrikkelijke brand heeft meegemaakt was pastoor Joannes Van den Berghe, geboren te Wondelgem op 11 maart 1794 en benoemd tot pastoor te Overmere in januari 1833 en verleed te Overmere op 4 juni 1871.
Onderpastoor Heirman zal ook de leidende kracht zijn bij de opbouw van de nieuwe kerk.
Maat laten we hem nu eerst zelf aan het woord. Bij zijn relaas over de brand van de kerk..

Op zondag 2 november (Allerzielen) 1862 is onze kerk door eenen verschrikkelijke brand in assche gelegd. Onmogelijk zou het mij zijn die droeve gebeurtenis met al hare omstandigheden te vertellen, dit schrikkelijk onheil in al zijn bijzonderheden te beschrijven. Ik wil hier alleen aanhalen wat ik-zelf gezien en bijgewoond heb.

Zo begint het verslag dat evenwel pas jaren later, precies 9 jaar, in 1871 neergeschreven werd door E.H. Heirman. Hij was op dat ogenblik directeur van een klooster in Kwatrecht en herstellende van een ziekte.

### De huidige kerk
Daarna maakten de kerkgangers gebruik van een houten noodkapel. Een nieuwe kerk werd gebouwd op een perceel naast de oorspronkelijke kerk gedurende de jaren 1864-1866. Deze kerk, in neogotische stijl, werd ontworpen door Théophile Bureau.
Drie jaar na de hevige brand werd in 1865 de huidige kerk van Overmere gebouwd. Ook aan dit bouwproject heeft E.H.Heirman zijn medewerking verleend. De kerk werd gebouwd in zuivere ogivale (spitsbogen) stijl en mag als een van de mooiste kerken van die tijd beschouwd worden. Ze is gebouwd in de vorm van een Latijns kruis en bestaat uit een middenbeuk en twee zijbeuken. De gewelfribben in het koor dat eindigt met een abside (in christelijke kerken: halfronde of veelhoekige uitbouw die het koor afsluit), waarin 5 vensters uitkomen, dalen neer op bevallige kolommetjes, in drie gekoppeld, terwijl de zuilen van het schip en de gewelven van een even zwierige samenstelling zijn.
In de huidige kerk zijn drie altaren: het hoofdaltaar waar bovenop de afbeelding van de Hemelvaart van Maria, met daarbij de uitbeeldingen van de H. Rozenkrans. De zijaltaren zijn voorzien van een schilderij. Het ene altaar is toegewijd aan O.L.Vrouw en het andere aan de H. Blasius.

## Gebouw
Het betreft een naar het noorden georiënteerde bakstenen pseudobasilicale kruiskerk met in de voorgevel ingebouwde toren van vier geledingen. In 1880 werd in het timpaan een reliëf aangebracht voorstellende de ten hemelopneming van Maria. Er zijn glas-in-loodramen van 1883, 1886, 1927, 1933-1936. Het orgel is van 1890 en werd vervaardigd door de firma Vereecken.

## Interieur
Het kerkmeubilair is uit de latere decennia van de 19e eeuw van beeldhouwer Mathias Zens.